# Normunds Miezis

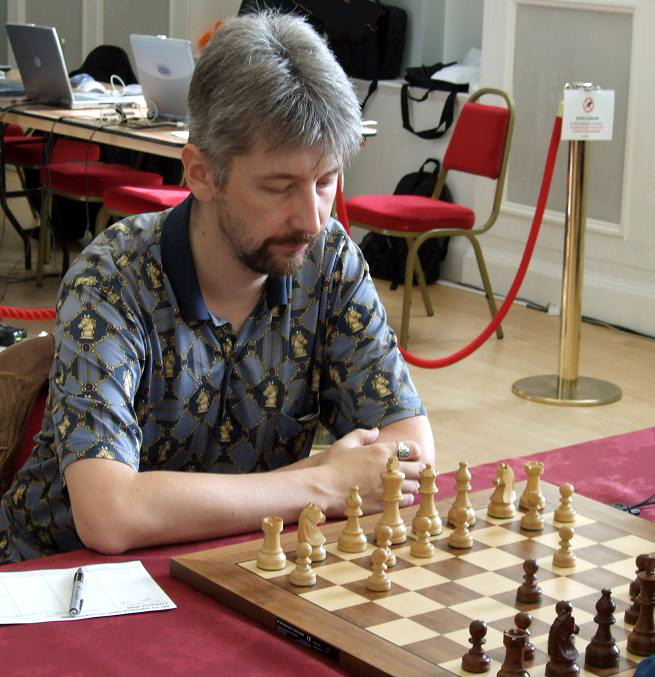
Normunds Miezis

Normunds Miezis (Olaine, 11 mei 1971) is een Lets schaker met FIDE-rating 2416 in 2017. In 1993 werd hij Internationaal Meester, sinds 1997 is hij een grootmeester (GM). 
Miezis was in 1991 en 2006 kampioen van Letland.  

## Belangrijke resultaten
Hij won in 1991 en 2006 het kampioenschap van Letland. 
 
Hij speelde voor Letland in de Schaakolympiades van 1998, 2000, 2002, 2004, 2006, 2008, 2010, 2012 en 2014.
Andere vermeldenswaardige resultaten zijn de volgende:  
- 1996: gedeeld 1e-2e met Peter Enders bij het GM-toernooi in Schöneck
- 1998: gedeeld 2e-9e bij het Keres Memorial in Tallinn (Estland)
- 1999: gedeeld 2e-4e bij de Troll Masters in Gausdal (Noorwegen)
- 1999: winnaar bij Masters in Gonfreville (Frankrijk)
- 2000: winnaar van een toernooi in Dianalund (Denemarken)
- 2000: gedeeld 1e-2e bij het 4e Golden Cleopatra Open in Caïro
- 2001: 3e bij het toernooi "5. United Insurance" in Dhaka (Bangladesh)
- 2001: 2e bij het open kampioenschap van Noorwegen in Oslo
- 2001: 2e bij het Classics GM-toernooi in Gausdal
- 2001: gedeeld 3e-9e bij het Keres Memorial in Tallinn
- 2002: winnaar Classics IM-B toernooi in Gausdal
- 2002: winnaar van het Open Kampioenschap van Utrecht[2]
- 2003: winnaar Classics IM toernooi in Gausdal
- 2003: winnaar van het toernooi in Bogny-sur-Meuse
- 2003: winnaar van de 63e editie van het Daniël Noteboom-toernooi
- 2003: winnaar van het VBG/van Berkel-BSG Pinkstertoernooi in Bussum
- 2004: gedeeld 1e-2e bij het Open toernooi in Seefeld (Oostenrijk)
- 2005: gedeeld 6e met Slavko Cicak, Joel Benjamin en Alexander Baburin bij het EU-kampioenschap
- aug. 2005: gedeeld 3e met 6.5 pt. uit 9 bij het Open Kampioenschap van Nederland in Dieren; Maksim Toerov won met 7.5 punt.
- sept. 2005: gedeeld 2e met 5 pt. uit 6 bij het Roc Aventus kampioenschap van Apeldoorn dat door Arthur van de Oudeweetering met 5.5 pt. gewonnen werd
- 2005: winnaar Nordea Cup in Dianalund (Denemarken)
- 2006: gedeeld eerste met Eduardas Rozentalis, Sergej Ivanov, Tomi Nyback en Evgeny Postny bij de Rilton Cup in Stockholm[3]
- 2006: winnaar Otto Gurth von Ibenfeldt Memorial in Gausdal
- 2007: 2e bij het Keres Memorial B in Tallinn
- 2007: winnaar GM-toernooi in Reykjavík
- 2007: 2e op het VBG/van Berkel-BSG Pinkstertoernooi, na GM Erik van den Doel
- 2007: winnaar van het Stukkenjagers Weekendtoernooi in Tilburg
- 2009: gedeeld 2e-3e, 6.5 pt. uit 10, met Arturs Neiksans in Kaunas[4]
- 2009: 2e na Aleksej Sjirov bij het Aivars Gipslis Memorial in Riga[5]
- 2009: gedeeld 2e-3e bij de University Cup in Kaunas[6]
- 2011: winst van het Västerås Open met 7.5 pt. uit 8[7]
- 2012: 2e bij het Aivars Gipslis Memorial in Riga[8]
- 2012: op het 14e Dubai Open scoorde hij 7 pt. uit 9, gedeeld eerste eindigend met Ni Hua, Baadoer Dzjobava, Mikheil Mchedlishvili en Chanda Sandipan met als performance-rating 2709.[9][10]
- augustus 2020: winnen van het Offerspill Nordic Invitational met 7 pt. uit 9, na tiebreak tegen Jonas Buhl Bjerre.[11]

Een bekende partij van Miezis is een partij uit 2011 bij de Europese kampioenschappen voor clubteams, waarin hij in zet 88 David Navara schaakmat zet.

## Nationaal team
Met het nationale team van Letland nam Miezis van 1998 tot 2014 deel aan alle negen Schaakolympiades. Bij de Schaakolympiade van 2000, in Istanboel, behaalde hij 6.5 pt. uit 11 (69%) tegen tegenstanders met rating 2573, waarmee zijn performance-rating 2618 was.
Ook nam hij in 1997, 1999, 2001, 2011 en 2015 deel aan het Europees schaakkampioenschap voor landenteams en behaalde in 1999 aan bord 3 het op één na beste individuele resultaat.

## Verenigingen
In Letland speelde Miezis bij Baltika Liepāja, waarmee hij in 1997 deelnam aan de European Club Cup. In de Duitse bondscompetitie speelde hij van 2005 tot 2007 en vervolgens van 2008 tot 2011 voor Schachfreunde Berlin. In de Noorse bondscompetitie speelde hij van 2006 tot 2013 voor de Moss Schakklub, waarmee hij in 2009 de Noorse clubcompetitie won en deelnam aan de European Club Cup. In de Belgische competitie speelde Miezis in seizoen 2017/18 voor Cercle des Echecs de Charleroi, in de Franse Top 12 competitie speelde hij in 2019 voor Orcher la Tour Gonfreville, in de Zweedse competitie speelt hij sinds 2018 voor de Västerås SK.